# Osvaldo Serra Van-Dúnem
Osvaldo de Jesus Serra Van-Dúnem (Luanda, 8 de agosto de 1950 - São Paulo, 4 de fevereiro de 2006) foi um político e diplomata angolano. O seu apelido é de origem flamenga, da conhecida família angolana "Van-Dúnem".
Por um curtíssimo período em 1992 foi Ministro da Juventude e Desportos. De 1999 a 2002, foi embaixador de Angola em Portugal. Ele deixou o cargo para se tornar ministro. 
Foi nomeado Ministro do Interior a 16 de Dezembro de 2002 pelo Primeiro-Ministro Fernando da Piedade Dias dos Santos. Em maio de 2006, Van-Dúnem morreu em funções ministeriais durante uma visita ao Brasil.